# Maurice Rollet de l'Isle
Charles Dominique Maurice Rollet de l'Isle, né à Paris dans le 2e arrondissement ancien le 19 novembre 1859 et mort dans le 5e arrondissement de la même ville le 24 novembre 1943, est un ingénieur hydrographe de la marine français. 

## Biographie
Polytechnicien, il fait ses premières missions d'hydrographe dans les estuaires de la Loire et de la Gironde en 1881 puis sur les côtes de la Bretagne en 1882. 
Maurice Rollet de l'Isle accompagne en 1883 l'amiral Courbet en Extrême-Orient et assiste à la prise de Hué. Il effectue sur les côtes méridionales de la Chine, à Formose et aux îles Pescadores, de nombreux relevés hydrographiques et revient en Europe en 1885. 
En 1887, il fait de nouvelles missions sur les littoraux bretons puis en Corse (1889-1890) et effectue une longue campagne sur les côtes nord-ouest de Madagascar en 1894, entre Majunga et le cap Saint-André. 
Membre de la mission d'Alfred Lacroix envoyée en 1902 à la Martinique après l'éruption de la montagne Pelée, il devient ingénieur général après la Première Guerre mondiale et directeur du Service hydrographique de la marine. 

## Idées
Fervent pacifiste et adepte de l'espéranto, il en explique la richesse du vocabulaire.
« L'espéranto possède une richesse d'expression supérieure à celle de la plus riche des langues existantes ou mortes. Il est facile de la comprendre : la faculté illimitée, mais systématisée, de former des mots par simple juxtaposition d'autres mots, permet d'accroître jusqu'à l'infini les ressources du vocabulaire, d'exprimer les nuances les plus subtiles, de faire naître des sensations intellectuelles nouvelles par la rencontre d'idées connues, mais non encore rapprochées. »

## Œuvres

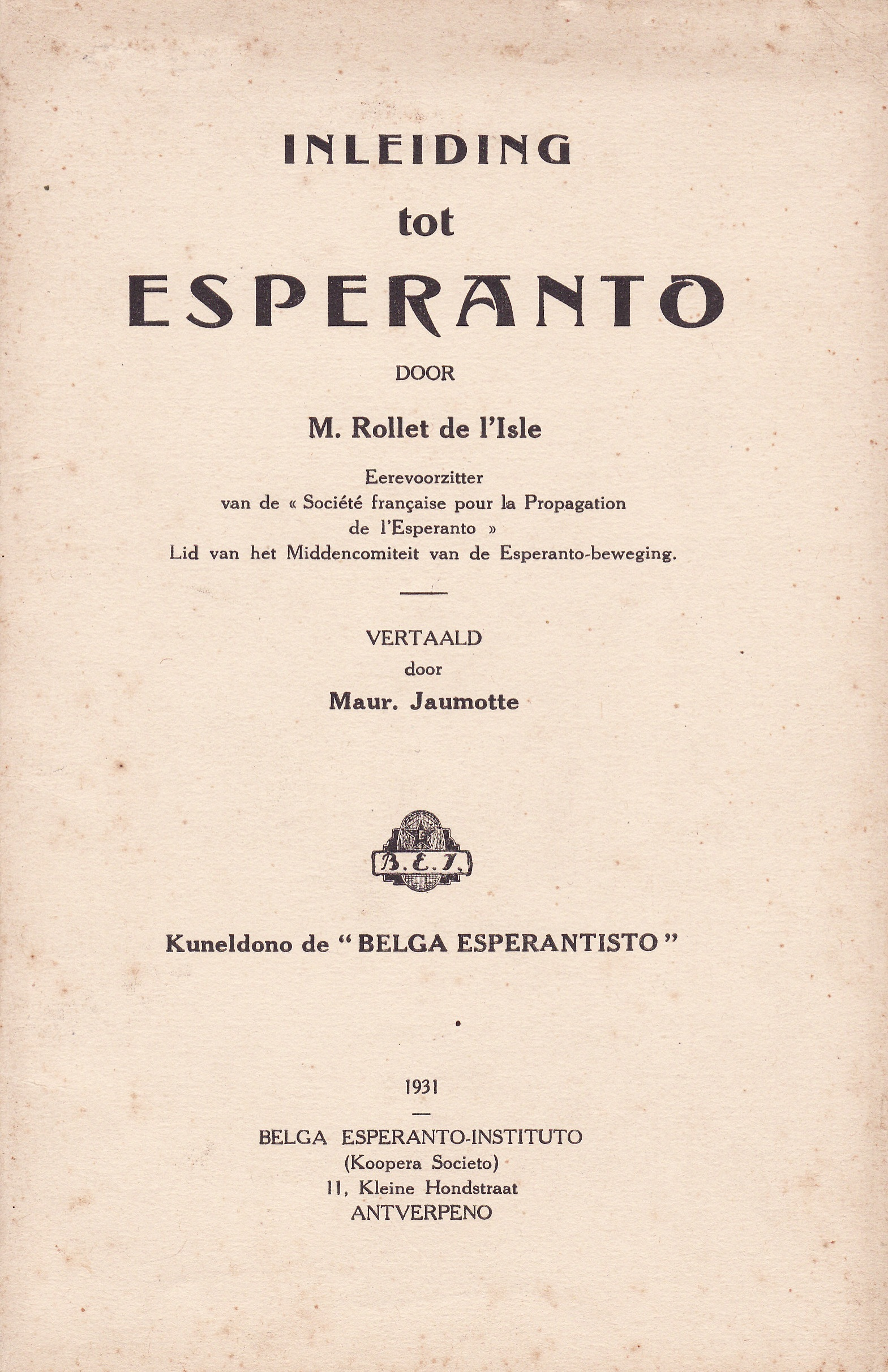
Inleiding Esperanto, 1931

On lui doit de nombreux articles et les ouvrages : 
- Au Tonkin et dans les mers de Chine, souvenirs et croquis (1883-1885), 1886
- Historique et état actuel du service des chronomètres au service hydrographique de la marine, 1889
- Rapports sur les missions hydrographiques de Madagascar (1891-1895), 1898
- Manuel de l'explorateur, procédés de levers rapides et de détail, détermination astronomique des positions géographiques, 1899
- Provo de marista terminaro, verkita de kelkaj kompetentuloj sub la direkto de M. Rollet de L'Isle, Hachette, 1908
- Une langue internationale pour la marine, 1919
- Une langue scientifique et technique internationale, l'esperanto, 1920
- Des Ailes pour la pensée... par l'espéranto, 1921
- Étude historique sur les ingénieurs hydrographes et le Service hydrographique de la marine, 1814-1914, Imprimerie nationale, posthume, 1951